# Honda Stepwgn
La Honda Stepwgn est un monospace vendu depuis 1996 au Japon, sa dernière génération date d'octobre 2009.

## Troisième génération
La troisième génération de Stepwgn a été diffusée au Japon de mai 2005 à octobre 2009. Un léger restylage est intervenu en août 2008.
Essentiellement diffusé au Japon (et inconnu des États-Unis et de l'Europe), ce monospace, rival du Nissan Serena, n'a été proposé qu'avec un seul moteur essence, livrable en traction (avec un réservoir à carburant de 57 litres) ou en quatre roues motrices (avec un réservoir alors ramené à 55 litres).

## Quatrième génération
La quatrième génération de Stepwgn a été présentée au Tokyo Motor Show d'octobre 2009 et sa carrière a commencé dans la foulée. Si la carrosserie est entièrement nouvelle, toute la partie technique est reprise de la précédente version. Le réservoir de la version traction a été porté de 57 à 60 litres, celui de la version 4x4 restant à 55 litres. En cours de carrière la transmission CVT à variateur a été généralisée.

## Cinquième génération
La cinquième génération du monospace Stepwgn est lancée en avril 2015 au Japon. De dimensions quasi identiques à la génération précédente, le nouveau Stepwgn s'en distingue par un décrochage de la hauteur de caisse au niveau de la troisième vitre arrière et du coffre. Pour la première fois le Stepwgn adopte un moteur hybride essence-électricité. Le Stepwgn se décline en différentes versions, base, Modulo, Spada et Modulo X, bénéficiant chacune de sa propre identité stylistique au niveau de la face avant.
En 2017, le Stepwgn bénéficie d'un léger restylage. La version Spada peut désormais être disponible avec le moteur hybride.